# Одним глазком
Одним глазком (англ. My Little Eye) — фильм ужасов 2002 года режиссёра Марка Эванса. Премьера фильма состоялась 10 сентября 2002 года.

## Сюжет
Пятеро молодых парней и девушек участвуют в интернет-реалити-шоу, согласно условию которого всем им необходимо пробыть в доме, который находится вдали от человечества в какой-то глуши. Ещё одним условием игры является то, что ни одному участвующему не разрешено покидать этот дом и вступать в контакты с окружающим миром. В случае если все участники смогут просидеть в доме в течение 6 месяцев и не нарушить указанные условия, то каждый из них получит миллион долларов. Если же хоть один нарушит условия, денег не получит никто.
С приходом зимы в проекте начинают происходить какие-то непонятные странные вещи: одна из девушек видела через окно вблизи дома странного человека; другой участник узнаёт о смерти дедушки и больших сил стоит другим участникам его уговорить, чтобы он остался; а участница Эмма обнаруживает на своей подушке чью-то кровь. С этого момента начинают развиваться странные и пугающие события фильма.

## В ролях
- Крис Лемке — Рэкс
- Лора Риган — Эмма
- Ник Меннелл — полицейский
- Брэдли Купер — заблудившийся лыжник

## Награды
- Кинофестиваль в Жерармере 2004 года — Приз зрительских симпатий «Mad Movies — Inédits Vidéo»

## Интересные факты
- Первоначальная версия фильма длилась около 4 часов.[1]
- Съёмки фильма проходили в период с 6 марта по 20 апреля 2001 года камерой Sony DSR-PD150P.[2]

## Художественные особенности
Фильм несколько затянут, а основное его действие начинает разворачиваться лишь во второй части фильма. В то же время фильму присуща атмосферность.